# Мамросенко Іван Дмитрович
Іван Дмитрович Мамросенко (нар. 27 березня 2000, Запоріжжя, Україна) — український футболіст, захисник клубу «Нива» (Бузова).

## Життєпис
У ДЮФЛУ виступав за РВУФК (Київ) та «Чорноморець» (Одеса). 15 липня 2017 року у складі «Чорноморця» (U-17) став переможцем International Young School Football Invitational 2017 в Шанхаї. Одесити у фіналі змагання московське «Строгіне». У вересні 2016 року переведений до юніорської (U-19) команди одеського «Чорноморця», в якому виступав до завершення сезону 2016/17 років. По завершенні сезону перейшов до «Ворскли», у складі якої протягом двох сезонів грав у юніорського чемпіонату України. 
Під час зимової перерви сезону 2019/20 років перейшов до «Маріуполя». У футболці молодіжної команди «приазовців» дебютував 21 лютого 2020 року в переможному (2:0) поєдинку 19-го туру молодіжного чемпіонату України проти луганської «Зорі». Іван вийшов на поле в стартовому складі та відіграв увесь матч. У сезоні 2019/20 років зіграв 5 матчів за молодіжну команду «городян». Сезон 2020/21 років також розпочав у молодіжній команді. Напередодні матчу проти «Шахтаря», через величезну кількість орендованих у «гірників» футболістів, переведений до головної команди. У футболці «Маріуполя» дебютував 30 жовтня 2020 року в програному (1:4) виїзного поєдинку 8-го туру Прем'єр-ліги проти донецького «Шахтаря». Мамросенко вийшов на поле в стартовому складі та відіграв увесь матч.